# Curtis Hussey Gregg

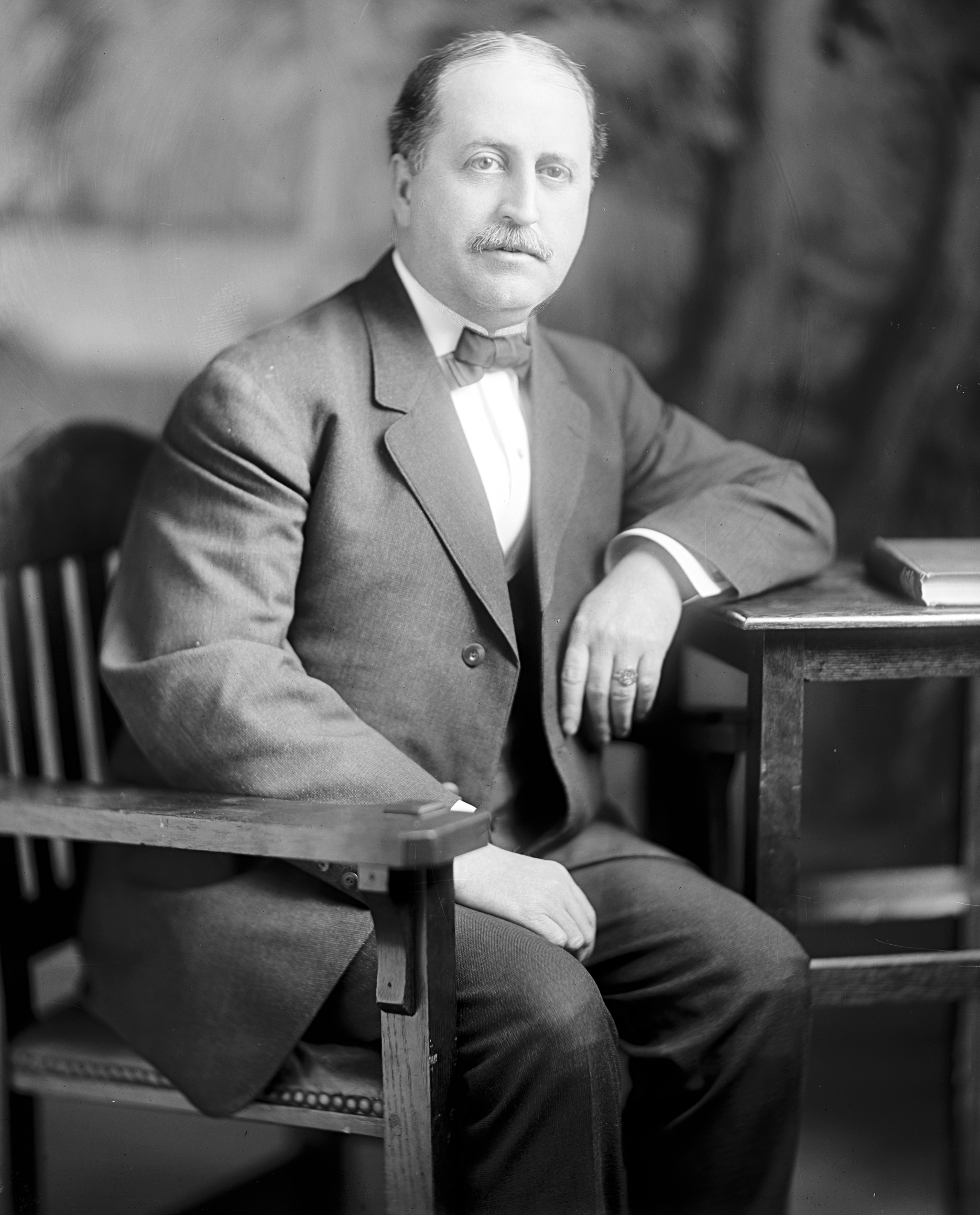
Curtis Hussey Gregg

Curtis Hussey Gregg (* 9. August 1865 in Adamsburg, Westmoreland County, Pennsylvania; † 18. Januar 1933 in Greensburg, Pennsylvania) war ein US-amerikanischer Politiker. Zwischen 1911 und 1913 vertrat er den Bundesstaat Pennsylvania im US-Repräsentantenhaus.

## Werdegang
Curtis Gregg besuchte die öffentlichen Schulen seiner Heimat und das Greensburg Seminary. Danach arbeitete er für einige Zeit als Lehrer. Zwischen 1883 und 1887 war er Mitherausgeber der Zeitung Greensburg Evening Press. Nach einem anschließenden Jurastudium und seiner 1888 erfolgten Zulassung als Rechtsanwalt begann er in Greensburg in diesem Beruf zu arbeiten. Im Jahr 1891 war er Bezirksstaatsanwalt im Westmoreland County. Zwischen 1892 und 1896 saß er auch im Schulausschuss der Stadt Greensburg. Politisch wurde Curtis Gregg Mitglied der Demokratischen Partei. In den Jahren 1892, 1894 und 1896 nahm er als Delegierter an deren regionalen Parteitagen in Pennsylvania teil. Von 1896 bis 1913 war er Bezirksvorsitzender der Demokraten. Im Jahr 1900 kandidierte er noch erfolglos für den Kongress. Vier Jahre später scheiterte eine Kandidatur für den Senat von Pennsylvania.
Von 1901 bis 1905 gehörte Gregg dem Gemeinderat von Greensburg an. Außerdem war er in den Jahren 1908, 1928 und 1932 Delegierter zu den jeweiligen Democratic National Conventions. Bei den Kongresswahlen des Jahres 1910 wurde er im 22. Wahlbezirk von Pennsylvania in das US-Repräsentantenhaus in Washington, D.C. gewählt, wo er am 4. März 1911 die Nachfolge des Republikaners George Franklin Huff antrat. Da er im Jahr 1912 nicht zur Wiederwahl nominiert wurde, konnte er bis zum 3. März 1913 nur eine Legislaturperiode im Kongress absolvieren.
Nach dem Ende seiner Zeit im US-Repräsentantenhaus praktizierte Gregg wieder als Anwalt. Er starb am 18. Januar 1933 in Greensburg, wo er auch beigesetzt wurde.